# Adelobotrys monticola
Adelobotrys monticola är en tvåhjärtbladig växtart som beskrevs av Henry Allan Gleason. Adelobotrys monticola ingår i släktet Adelobotrys och familjen Melastomataceae. Inga underarter finns listade i Catalogue of Life.